# Liga I
Liga I (oficjalnie Liga I Betano od nazwy sponsora) – najwyższa w hierarchii klasa męskich ligowych rozgrywek piłkarskich w Rumunii, będąca jednocześnie najwyższym szczeblem centralnym (I poziom ligowy), utworzona w 1932 roku i od samego początku zarządzana przez Rumuński Związek Piłki Nożnej (FRF). Zmagania w jej ramach toczą się cyklicznie (co sezon) i przeznaczone są dla 16 najlepszych krajowych klubów piłkarskich. Jej triumfator zostaje Mistrzem Rumunii, zaś najsłabsze drużyny są relegowane do Liga II (II ligi rumuńskiej).

## Historia
Mistrzostwa Rumunii w piłce nożnej rozgrywane są od 1909 roku. W następnych latach turniej został zorganizowany w grupach regionalnych, a zwycięzcy każdej z grup uczestniczących w play-off, a ewentualni zwycięzcy zostali ogłoszeni mistrzami. Od 1909 do 1921 roku mistrzostwa zostały zorganizowane jako rozgrywki pucharowe, a zwycięzca otrzymywał tytuł mistrza Rumunii, z wyjątkiem lat 1916–1919, kiedy to mistrzostwa zawieszono z powodu I wojny światowej.
W sezonie 1921/22 reaktywowano mistrzostwa Rumunii. Do 1932 zespoły walczyli w grupach regionalnych, a potem zwycięzcy grup systemem pucharowym wyłaniały mistrza kraju. W 1932 została założona Divizia A, rozgrywki której wystartowały po raz pierwszy w sezonie 1932/33. Najsilniejszym klubem przedwojennej Rumunii była Venus Bukareszt. Po Wojnie władze komunistyczne stworzyły nowe zespoły Steauę i Dinamo, które zdominowały ligę. Jedyną przedwojenną drużyną, która utrzymała się w czołówce był FC Rapid Bukareszt. Dinamo i Steaua są najbardziej utytułowanymi klubami. Poza Bukaresztem silnymi ośrodkami piłki w Rumunii był Arad (UT), Krajowa (Universitatea) oraz Kluż-Napoka (CFR). Drużyny te sięgały od czasu do czasu po mistrzostwo kraju. W sezonie 2006/07 liga została przemianowana na Liga I, ponieważ odkryto, że ktoś już zarejestrował markę Divizia A, używaną poprzednio.

## System rozgrywek
Obecny format ligi zakładający brak podziału na grupy obowiązuje od sezonu 1938/39.
Rozgrywki składają się z 26 kolejek spotkań rozgrywanych pomiędzy drużynami systemem kołowym. Każda para drużyn rozgrywa ze sobą dwa mecze – jeden w roli gospodarza, drugi jako goście. Po dwóch rundach rozgrywek zespoły z miejsc 1–6 przystąpią do walki w trzeciej rundzie o mistrzostwo i europejskie puchary. Zespoły z miejsc 7–14 walczą w trzeciej rundzie o utrzymanie. Pierwsza szóstka rozgrywa ze sobą mecze – u siebie oraz na wyjeździe. Dolna ósemka również rozgrywa ze sobą mecze – u siebie oraz na wyjeździe. Od sezonu 2015/2016 w lidze występuje 14 zespołów. W przeszłości liczba ta wynosiła od 12 do 20. Drużyna zwycięska za wygrany mecz otrzymuje 3 punkty (do sezonu 1993/94 2 punkty), 1 za remis oraz 0 za porażkę.
Zajęcie pierwszego miejsca po ostatniej kolejce spotkań oznacza zdobycie tytułu mistrza Rumunii w piłce nożnej. Mistrz Rumunii kwalifikuje się do eliminacji Ligi Mistrzów UEFA. Druga oraz trzecia drużyna zdobywają możliwość gry w Lidze Europy UEFA. Również zwycięzca Pucharu Rumunii startuje w eliminacjach do Ligi Europy lub, w przypadku, w którym zdobywca krajowego pucharu zajmie pierwsze miejsce w lidze – możliwość gry w eliminacjach do Ligi Europy otrzymuje również czwarta drużyna klasyfikacji końcowej. Zajęcie 2 ostatnich miejsc wiąże się ze spadkiem drużyn do Liga II. Trzecia drużyna od dołu tablicy walczy w barażach play-off z trzecią drużyną Liga II o utrzymanie w najwyższej lidze.
W przypadku zdobycia tej samej liczby punktów, klasyfikacja końcowa ustalana jest na podstawie wyniku dwumeczu pomiędzy drużynami, w następnej kolejności, w przypadku remisu – na podstawie różnicy bramek w pojedynku bezpośrednim, następnie na podstawie ogólnego bilansu bramkowego osiągniętego w sezonie, większej liczby bramek zdobytych oraz w ostateczności za pomocą losowania.

## Skład ligi w sezonie 2025/26
| Uczestnicy poprzedniej edycji | Uczestnicy poprzedniej edycji | Uczestnicy poprzedniej edycji | Uczestnicy poprzedniej edycji |
| --- | ----------------------------- | ----------------------------- | ----------------------------- |
| FCS | FCSB                          | Bukareszt                     | 1                             |
| CFR | CFR Cluj                      | Kluż-Napoka                   | 2                             |
| UCV | CS Universitatea Craiova      | Krajowa                       | 3                             |
| UCL | Universitatea Kluż-Napoka     | Kluż-Napoka                   | 4                             |
| RAP | Rapid Bukareszt               | Bukareszt                     | 5                             |
| DIN | Dinamo Bukareszt              | Bukareszt                     | 6                             |
| FCH | FC Hermannstadt               | Sybin                         | 7                             |
| OŢE | Oțelul Gałacz                 | Gałacz                        | 8                             |
| PET | Petrolul Ploeszti             | Ploeszti                      | 9                             |
| UTA | UTA Arad                      | Arad                          | 10                            |
| FAR | Farul Konstanca               | Konstanca                     | 11                            |
| BOT | FC Botoșani                   | Botoszany                     | 12                            |
| po barażach |                               |                               |                               |
| USL | Unirea Slobozia               | Slobozia                      | 14                            |
| Spadek z Liga I 2024/25 |                               |                               |                               |
| SSG | Sepsi Sfântu Gheorghe         | Sfântu Gheorghe               | 15                            |
| GBU | Gloria Buzău                  | Buzău                         | 16                            |
| po barażach |                               |                               |                               |
| PIA | Politehnica Jassy             | Jassy                         | 13                            |
| Awans z Liga II |                               |                               |                               |
| ARG | Argeș Pitești                 | Pitești                       | 1                             |
| CSI | Csíkszereda Miercurea-Ciuc    | Miercurea-Ciuc                | 3                             |
| po barażach |                               |                               |                               |
| MET | Metaloglobus Bukareszt        | Bukareszt                     | 5                             |
| Oznaczenia: - kolumna pierwsza – skróty nazw drużyn, - kolumna trzecia – siedziba klubu, - kolumna czwarta – miejsce zajęte w poprzednim sezonie. |                               |                               |                               |

## Statystyka

### Tabela medalowa
Mistrzostwo Rumunii zostało do tej pory zdobyte przez 25 różnych drużyn. 17 z nich zostało mistrzami od wprowadzenia obecnych zasad rozgrywek od sezonu 1932/33.
Stan na 27 kwietnia 2024. 
| Lp. | Drużyna                      | Miejsca na podium | Miejsca na podium     | Miejsca na podium |    |   |
| --- | ---------------------------- | ----------------- | --------------------- | ----------------- | -- | - |
| Lp. | Drużyna                      | 1.                | FCSB/Steaua Bukareszt | 27                | 20 | 9 |
| 2.  | Dinamo Bukareszt             | 18                | 20                    | 10                |    |   |
| 3.  | Venus Bukareszt              | 8                 | 0                     | 2                 |    |   |
| 4.  | CFR 1907 Kluż-Napoka         | 8                 | 0                     | 3                 |    |   |
| 5.  | UT Arad                      | 6                 | 1                     | 1                 |    |   |
| 6.  | Chinezul Timișoara           | 6                 | 0                     | 0                 |    |   |
| 7.  | Universitatea Krajowa        | 4                 | 6                     | 10                |    |   |
| 8.  | Petrolul Ploeszti            | 4                 | 3                     | 4                 |    |   |
| 9.  | Rapid Bukareszt              | 3                 | 14                    | 8                 |    |   |
| 10. | Ripensia Timișoara           | 3                 | 1                     | 2                 |    |   |
| 11. | Argeș Pitești                | 2                 | 2                     | 4                 |    |   |
| 12. | Colentina Bukareszt          | 2                 | 1                     | 2                 |    |   |
| 13. | Olympia Bukareszt            | 2                 | 0                     | 0                 |    |   |
| 14. | IC Oradea                    | 1                 | 2                     | 1                 |    |   |
| 15. | Unirea Tricolor Bukareszt    | 1                 | 1                     | 2                 |    |   |
| 16. | United Ploeszti              | 1                 | 1                     | 1                 |    |   |
| 16. | Prahova Ploeszti             | 1                 | 1                     | 1                 |    |   |
| 16. | Astra Giurgiu                | 1                 | 1                     | 1                 |    |   |
| 19. | Colțea Braszów               | 1                 | 1                     | 0                 |    |   |
| 19. | UDR Reșița                   | 1                 | 1                     | 0                 |    |   |
| 19. | Unirea Urziceni              | 1                 | 1                     | 0                 |    |   |
| 22. | Viitorul Konstanca           | 1                 | 0                     | 1                 |    |   |
| 23. | Oțelul Gałacz                | 1                 | 0                     | 0                 |    |   |
| 23. | Româno-Americană Bukareszt   | 1                 | 0                     | 0                 |    |   |
| 23. | Farul Konstanca              | 1                 | 0                     | 0                 |    |   |
| 26. | National Bukareszt           | 0                 | 3                     | 2                 |    |   |
| 26. | Bukarester FC                | 0                 | 3                     | 2                 |    |   |
| 28. | Victoria Kluż-Napoka         | 0                 | 3                     | 1                 |    |   |
| 29. | Politehnica Timișoara        | 0                 | 2                     | 5                 |    |   |
| 30. | AMEF Arad                    | 0                 | 2                     | 3                 |    |   |
| 31. | Sportul Studențesc Bukareszt | 0                 | 1                     | 3                 |    |   |
| 32. | Colțea Bukareszt             | 0                 | 1                     | 2                 |    |   |
| 32. | FC Braszów                   | 0                 | 1                     | 2                 |    |   |
| 32. | FC Vaslui                    | 0                 | 1                     | 2                 |    |   |
| 35. | ASA Târgu Mureș              | 0                 | 1                     | 1                 |    |   |
| 35. | CFR Timișoara                | 0                 | 1                     | 1                 |    |   |
| 35. | Crișana Oradea               | 0                 | 1                     | 1                 |    |   |
| 35. | Jiul Petroszany              | 0                 | 1                     | 1                 |    |   |
| 35. | Pandurii Târgu Jiu           | 0                 | 1                     | 1                 |    |   |
| 40. | ASA 2013 Târgu Mureș         | 0                 | 1                     | 0                 |    |   |
| 40. | Carmen Bukareszt             | 0                 | 1                     | 0                 |    |   |
| 40. | Gloria Arad                  | 0                 | 1                     | 0                 |    |   |
| 40. | Jiul Lupeni                  | 0                 | 1                     | 0                 |    |   |
| 40. | S.G. Sibiu                   | 0                 | 1                     | 0                 |    |   |
| 45. | Victoria Bukareszt           | 0                 | 0                     | 3                 |    |   |
| 46. | Cercul Atletic Bukareszt     | 0                 | 0                     | 2                 |    |   |
| 46. | Universitatea Kluż-Napoka    | 0                 | 0                     | 2                 |    |   |
| 48. | CA Câmpulung Moldovenesc     | 0                 | 0                     | 1                 |    |   |
| 48. | Corvinul Hunedoara           | 0                 | 0                     | 1                 |    |   |
| 48. | Electroputere Krajowa        | 0                 | 0                     | 1                 |    |   |
| 48. | Gloria Bistrița              | 0                 | 0                     | 1                 |    |   |

### Frekwencja
Przed 1989 frekwencja na meczach była bardzo wysoka, przeciętnie ok. 15 000 osób na mecz, po 1989 roku spadła do ok. 5000–7500 widzów na mecz. Najwięcej widzów ogląda mecze Steauy, ponad 10 tys., Politechniki Timișoara ok. 20 tys. oraz Universitatea Krajowa ok. 15 tys. Wielu widzów gromadzą mecze stołecznego Rapidu, czasem też Dinama (derby ze Steauą i Rapidem). Pozostałe zespoły ligi ogląda około lub poniżej 5 tys. ludzi.